# أمارلس ست الحسن
أمارلس ست الحسن (الاسم العلمي: Amaryllis belladonna) هو نوع نباتي يتبع جنس الأمارلس من فصيلة النرجسية.